# 大田広域市無形文化財
大田広域市無形文化財（テジョンこういきし むけいぶんかざい）は、大韓民国の文化遺産保護制度で、市道指定文化財の一つ。上位の国家指定文化財に指定されていない無形文化財の中で保存価値が認められるものを対象として大田市が条例により指定する。

## 大田広域市無形文化財一覧
| 番号    | 登録名                              | 所在地 |
| ------- | ----------------------------------- | ------ |
| 第001号 | ウッタリ農楽                        | 大徳区 |
| 第002号 | 大田の座クッ                        | 中区   |
| 第003号 | 象毛制作                            | 中区   |
| 第004号 | 柳川洞山神祭                        | 中区   |
| 第005号 | 長洞サンディ邑塔祭                  | 大徳区 |
| 第006号 | 仏像彫刻の匠                        | 西区   |
| 第007号 | 小木の匠                            | 中区   |
| 第008号 | 鷹狩り                              | 東区   |
| 第009号 | 松筍酒                              | 大徳区 |
| 第010号 | 延安李氏家各邑餅                    | 中区   |
| 第011号 | 丹青の匠                            | 中区   |
| 第012号 | 楽器の匠                            | 儒城区 |
| 第013号 | ドゥルマルドゥレソリ (들말두레소리) | 東区   |
| 第014号 | 歌曲 (女唱歌曲)                     | 東区   |
| 第015号 | 僧舞                                | 東区   |
| 第016号 | 草藁の匠                            | 東区   |
| 第017号 | パンソリ鼓法                        | 東区   |
| 第018号 | 楽器の匠                            | 東区   |